# Dafne pirinenca
La dafne pirinenca (Daphne cneorum) és una espècie de planta dins del gènere Daphne que pertany a la família de les Thymelaeaceae.
És una planta verinosa, tanmateix s'utilitza en jardineria.
Es tracta d'un arbust de fulla perenne que pot arribar a 50 cm d'alçada. Les fulles són coriàcies, de color verd fosc. Les flors són rosades, agregades en conjunts de 6 a 10 i perfumades. El fruit és una baia groguenca, també verinosa.